# 국립민간항공학교
프랑스 국립 항공 대학교(프랑스어: École nationale de l'aviation civile, 약칭 ENAC)는 1949년 설립되어, 툴루즈에 캠퍼스를 둔 프랑스의 공공 항공 대학교이다. 프랑스에서 가장 크고, 권위있는 항공 대학교이다.
학교 France AEROTECH의 일부이다.